# Publicité québécoise
 (juillet 2023).
 (juillet 2010).
La publicité québécoise est la publicité conçue par les publicitaires Québécois de culture, destinée aux divers publics occupant le territoire québécois.

## Définition
Bernard Dagenais définit la publicité comme : « Toutes les formes de communication délivrant un message parfaitement contrôlé, utilisant un support payant, s’adressant à une cible définie et mise en place pour le compte d’un émetteur identifié ». 

## La préhistoire de la publicité québécoise
La publicité est une discipline récente comme le sont d'autres sciences sociales (psychologie, sociologie et autres). Jusqu'au XIXe siècle, toutes les réflexions se confondent en la philosophie. Mais il fallut un milieu et certaines conditions socio-économiques pour que la publicité se distingue de l'art de la parole convaincante, de la rhétorique. Le milieu, ce fut l'Amérique caractérisée par sa population jeune et innovatrice, son esprit d'entrepreneurship et son choix de libre marché. Les conditions, ce furent : le progrès technique (qui fournit, par exemple, les presses à grand tirage) et l'industrialisation qui s'ensuivit (qui donna une productivité accrue, donc des biens en surplus de la demande), la concentration urbaine (suscitée par le besoin d'ouvriers à portée de main), la scolarisation obligatoire (qui fournit des lecteurs aux journaux). Ces conditions furent réunies à la fin du XIXe siècle.
Il est évident que, sous la Régime français soit avant 1759 date à laquelle les Britanniques envahirent le Canada, il n’y avait, pas plus au Québec qu'ailleurs dans le monde, de publicité comme telle. Il se faisait ce que l'on appelait de la réclame, forme plus intuitive de la communication persuasive et utilisant des moyens autres que les médias de masse.

### Le premier graphiste publicitaire
Tout de même, certains « artistes » travaillaient sous commande pour réaliser des œuvres qui avaient pour but d'augmenter la notoriété de leurs mandants. Ainsi, Jean-Baptiste Roy-Audy, artiste autodidacte né à Charlesbourg en 1778, œuvre, au début du XIXe siècle, comme lettreur d’enseignes et décorateur. À partir de l’âge de 30 ans, il se consacre professionnellement à son art; il peint des monogrammes ou des paysages en cartouche sur les belles carrioles des militaires et des bourgeois de Québec —majoritairement anglophones. 
Sous tout le Régime anglais, disons de 1759 à 1867, il y eut plusieurs artistes qui travaillaient sous commande pour réaliser des « images qui parlent ». C’était évidemment le cas des officiers de l’armée britannique qui, tous, devaient maîtriser au moins sommairement le dessin de paysage — les officiers d’artillerie, pour pouvoir calculer les stratégies de tir pour leurs canons en fonction des détails du paysage; les officiers du génie, pour établir des plans et des cartes. Tous avaient en effet étudié le dessin à l’Académie militaire de Woolwich près de Londres.
Ainsi, en 1759, le marquis de Townsend, commandant en second de l’armée anglaise cantonnée devant Québec, avait crayonné des caricatures du vainqueur, le Général Wolfe. L’aide de camp de celui-ci, Smyth, avait fait des croquis de l’envahisseur escaladant le cap en direction des Plaines d’Abraham.

### Un célèbre “illustrateur publicitaire”
Parmi ces officiers, le plus célèbre “illustrateur publicitaire” est sans doute le lieutenant-colonel Cockburn, officier commandant du 60e régiment d’artillerie britannique qui a été en poste à Québec de 1826 à 1832 (on parle d'illustrateur publicitaire” parce que plusieurs de ces dessinateurs-officiers passent des contrats avec de grands éditeurs londoniens par lesquels ils s’engagent à livrer des pochades de paysages des régions qu’ils parcourent; ces images sont ensuite éditées sous forme de livres qui jouent, dans ce temps-là, le rôle de publicité touristique).
D’autres publient leurs récits de voyages ou font paraître leurs illustrations dans le Canadian Illustrated News publié entre 1869 et 1885. Certains parcourent même le pays sous contrat comme le fait Bartlett pour l’éditeur Payne de Londres. 
L'arpenteur montréalais Jacques Bouchette publie lui-même deux ouvrages de planches de paysages chez cet éditeur.

### Les photographes interviennent
À partir de la deuxième moitié du XIXe siècle, la photographie supplante petit à petit le dessin. Dans la capitale, Québec, J.-B. Livernois ouvre son studio en 1854 (ce studio est actif jusque dans les années soixante). Travail de quatre générations, les Livernois confient dans les années 1960 aux Archives nationales du Québec plus de 300 000 photos (scènes de ville, constructions, vie quotidienne, etc.). 
À Montréal, William Notman ouvre un studio similaire en 1856 — avant d’ouvrir des succursales à Ottawa, Boston, New York, et ainsi jusqu’à une quinzaine d’autres. Notman est d’abord un excellent portraitiste qui nous a laissé la tête de tous les grands de son époque, y compris celle de Buffalo Bill. C’est aussi un spécialiste des grandes reconstitutions symboliques en studio, des mises en scène avec arbres, animaux, neige… l’équivalent de ce que réalisent les photographes publicitaires d’aujourd’hui.
Bien que plusieurs de ces activités soient réalisées avec des visées persuasives en estompe, il ne s’agit cependant pas encore de publicité au sens moderne du terme.

## La publicité de l’artiste à l’agence
Avec l'Acte de l'Amérique du Nord britannique de 1867, c’est tout un changement de civilisation qui se produit au Québec. Les 3 000 militaires britanniques cantonnés dans la Vieille Capitale (une ville de 30 000 habitants !) quittent le Canada en 1871. 

### Le quotidien bon marché exige de la publicité
Le premier média de masse, le quotidien bon marché, fait son apparition, avec sa publicité à la clé pour permettre un prix de vente nominal : quelques sous. Si ce n’est du Journal de Montréal (et de Québec), tous les grands quotidiens québécois naissent entre 1869 et 1910: La Presse, The Gazette, Le Devoir, Le Soleil (plus les défunts Star, L’Action catholique et Le Canada). Vers 1910, il existe déjà plus de 130 quotidiens au Canada.
Un journal bon marché n’est possible qu'à deux conditions : disposer d’une technologie qui permet le tirage à grande vitesse… et d’une population largement scolarisée pour constituer un substantiel bassin de lecteurs. Ces deux conditions furent remplies au Québec au tournant XXe siècle. Le tirage des quotidiens augmente alors régulièrement, et, ce phénomène étant couplé avec le surplus des biens de consommation, la publicité s'y fait de plus en plus présente à côté de la matière éditoriale. Comme discipline indépendante, la publicité prend donc son essor en même temps que se développent les grands journaux.

### Les premières agences
Servant d’intermédiaire entre annonceurs et journaux, il existe des vendeurs de pub qui sont rémunérés par des remises de 10 % à 25 % sur le prix habituel consenties par les propriétaires de journaux. Puis, les premières agences de publicité canadiennes “patentées” font leur apparition. McKim Newspaper Agency est la première agence de publicité au Canada; elle est fondée à Montréal en 1889. Elle est encore aujourd’hui une des grandes agences du Canada.
Le Québec n’en reste pas à cette première « première » en matière de communication mass media : CFCF de Montréal est, en 1919, la première station radio au monde à diffuser régulièrement; CKAC est, en 1922, la première radio commerciale de langue française au monde. Il faut se rappeler que Montréal est à l’époque la métropole économique incontestée du Canada.
La première agence de publicité francophone est fondée une vingtaine d’années plus tard que McKim, soit en 1908 (cette agence a été active jusqu’en 1974). Lancée par François-Émile Fontaine, elle porte surtout le nom de Canadian Advertising Agency Ltd.. C'est, qu'à l’époque de sa fondation, les affaires constituaient une chasse-gardée anglophone et aucun francophone pouvait prétendre réussir en affaires avec un nom d’entreprise à consonance française.
Puis, avant la Grande Guerre de 1914-18, plusieurs dizaines d’agences voient le jour si bien que la Canadian Advertising Agency Association — devenue l’Institute of Canadian Advertising  — est déjà formée en 1905. 
Coca-Cola publie, en 1906, dans un quotidien de Peterborough, sa première annonce au Canada.

### Une nouvelle publicité
Comme le rapporte Ernest Turner dans The Shocking History of Advertising (1952), la véritable “publicité vendeuse” (plutôt que simplement informative-répétitive) fait son apparition vers 1900 : « Persuadé que la publicité est un “vendeur sous forme d’imprimé” plutôt qu’une simple description ou la répétition d’un nom de marque, Albert Lasker [président de l’agence Lord & Thomas de Chicago, ] répand l’idée que la publicité doit exprimer une motivation (the reason why). » C’est John Kennedy, un jeune rédacteur-concepteur montréalais (un moment membre de la Royal Canadian Mounted Police) qui, en 1904, convainc Lasker de ce rôle nouveau de la publicité. 
À ce moment-là —et tout comme aujourd’hui !— c’est aux États-Unis que les nouvelles techniques voient le jour pour se répandre ensuite au Canada. Les agences canadiennes (même anglophones) servaient bien davantage à faire du placement dans les médias canadiens pour les grands annonceurs américains et leurs agences de publicité… Mais, rappelle Russell Johnston dans Selling Themselves (2001) : « Avec la venue de rédacteurs publicitaires et de visualistes [canadiens], on se met à défendre l’idée que les agences de publicité canadiennes connaissent mieux la culture locale canadienne que les agences américaines. » Même réaction qu'auront soixante ans plus tard les publicitaires francophones vis-à-vis leurs mandants torontois.

### La publicité traduite
La publicité canadienne a pris naissance à Montréal, mais, de la même manière que les publicitaires anglo-canadiens ne servaient que de relais pour les publicitaires américains vers le marché canadien, la publicité canado-française n’était qu’une pâle traduction de la réclame pensée et conçue en anglais. Les grands groupes annonceurs étaient anglophones ; les publicitaires torontois (ou accessoirement montréalais) créaient une campagne canadienne anglophone et demandaient ensuite à un sous-fifre francophone de Montréal de traduire leurs annonces, tout simplement. Ce n’est que dans les années 1950 que les premiers Québécois francophones prirent pied solidement dans le monde publicitaire. Payeur Publicité de Québec fut une de ces premières agences francophones à durer. Dans ces années là, on ne comptait encore que trois ou quatre « vraies » agences francophones au Québec ; à la fin des années 1960, on n’en comptait encore tout au plus qu’une dizaine.
Par ailleurs, les imprimeries ont toujours constitué un secteur industriel important au Québec. Dans la première moitié du XXe siècle, l’imprimé est le support publicitaire le plus important. Les imprimeurs de langue anglaise tiennent leur premier congrès à Montréal en 1912, et les imprimeurs « canadiens français », comme on disait alors, tiennent le leur en 1938.

### Les concepteurs des journaux
Les imprimeries de journaux sont alors de grosses usines, avec un personnel nombreux et une machinerie immense. Elles ont besoin de “concepteurs publicitaires” surtout utilisés pour mettre en pages les annonces ou esquisser les travaux de ville que l’entreprise imprime concurremment au journal quotidien. Ces premiers “publicitaires” (concepteurs) sont habituellement des typographes expérimentés ou des représentants commerciaux qui développent un intérêt particulier pour la publicité. Petit à petit et à mesure que les journaux diffusent plus régulièrement des images, disons depuis 1890, certains dessinateurs font leur marque.
Si les protes des ateliers jouent plutôt le rôle de conseillers typographiques, les vendeurs d’annonce jouent celui de conseillers, voire de concepteurs, publicitaires. Il est vrai que l’industrie a aussi suscité le métier d’« artiste publicitaire » bien avant que les écoles n’enseignent cette discipline. Dès le début du XXe siècle, les deux grandes métropoles industrielles et commerciales du Canada font vivre de nombreux “artistes commerciaux” qui sont formés sur le tas. Plusieurs membres du Groupe des Sept ont d'ailleurs gagné leur pain dans le monde de la publicité. Ce n’est alors pas le goût du beau qui a fait surgir ces artistes publicitaires, mais les besoins en images des quotidiens et de la publicité.

### Les concepteurs artistes
Pendant la Grande Dépression, tout le commerce ralentit et la publicité en subit le contrecoup. Alors qu'en Amérique les maîtres d'œuvre de la publicité sont les concepteurs-rédacteurs, en Europe, c'est l'affichiste qui est le héros de ce monde brillant. Internationalement, le publicitaire le plus célèbre de la première moitié du XXe siècle est sans doute l'affichiste A.-M. Cassandre. Ses affiches font la publicité des plus grands annonceurs internationaux que sont à l’époque les compagnies de chemin de fer et de transatlantiques. Les affiches du train de luxe “L’Étoile du Nord” publiée en 1927 et celle du paquebot Normandie parue en 1935 sont vendues aujourd’hui comme chefs-d’œuvre dans les boutiques de posters. 
Fait rare à l'époque, le Montréalais Raoul Bonin décide d’aller travailler un temps avec Cassandre à Paris. Bonin revient à Montréal et est réputé être, selon les mots de Robert Stacey dans The Canadian Poster Book (1979), « le premier graphiste-illustrateur canadien à affronter le marché avec le nouveau style puriste ».
Lors de la Deuxième Grande Guerre mondiale 1939-45, les besoins de propagande donnent un élan important au développement de la publicité au Canada et au Québec. Dès le déclenchement de la guerre, le gouvernement canadien fait appel au National Film Board — devenue l’Office national du film du Canada (ONF) quelques années plus tard — qui est alors le seul organisme gouvernemental disposant d’artistes visualistes talentueux.
Au plus fort de la guerre, en 1942, un coup de barre est donné : on nomme Harry Mayerovitch directeur du département de graphisme. “Mayo”, comme on l’appelle, s’entoure alors d’une équipe d’excellents visualistes dont Henry Eveleigh, d’origine britannique. En 1947, Eveleigh atteint à une certaine notoriété dans les milieux spécialisés quand il obtient le Premier prix du Premier concours d’affiches mondial des Nations unies.

### Les concepteurs vraiment publicitaires
Avec les budgets de publicité qui se décuplent au cours de la Révolution tranquille, le nombre des visualistes intéressés par la publicité se multiplient parallèlement. Parfois, ils sont regroupés par un artiste-entrepreneur. Ainsi à Montréal, Gaston Parent devient le premier francophone qui comprend que la publicité a besoin d’une autre sorte “d’artistes” que ceux que l’on trouve chez les imprimeurs et autres photograveurs qui ne sont que des esclaves que l’on pousse à la production du bout du bâton. Parent quitte le photograveur chez qui il a appris les techniques publicitaires pour donner jour à Commercial Art Center (CAC) —qui a aussi été incorporé sous le nom de Centre des arts de la communication bien que personne n’ait jamais connu l’entreprise sous ce nom. Au début, ce sont cinq dessinateurs du Québec qui forment équipe avec lui; rapidement, CAC devient une immense boîte qui fait travailler, dans les années 1960, jusqu’à une centaine d’artistes au service d’une cinquantaine d’agences de publicité de Montréal, dont encore beaucoup sont anglophones à l'époque.

## Les francophones enlèvent le flambeau
À partir de 1965, les communicateurs québécois prennent conscience que, par leur nombre, ils constituent une force pour l'industrie et le commerce québécois. Certains se rappellent alors que « l’union fait la force ». Jusqu’alors, les communicateurs montréalais ne connaissaient que l'Advertising and Sales Executives Club fondé en 1910. Ils sont alors sollicités par un jeune publicitaire qui fera sa marque par la suite.

### Jacques Bouchard, bougie d'allumage
Le montréalais Jacques Bouchard est titré par son émule de Québec, Claude Cossette, « prince de la publicité franco-québécoise ». C'est Bouchard qui fonde en 1959 le Publicité-Club de Montréal. Par la suite, tout s'enchaîne.
Quelques années plus tard, les graphistes mettent sur pied le Club Graphica de Montréal. Dans son annuel Graphica 67 — avant donc les retombées visuelles de l'Exposition universelle de Montréal, Expo 67… et des fastueuses fêtes du Centenaire de la Confédération qui ont lieu cette année-là — Alan Wilkinson, son président, écrit : « C’est la troisième exposition annuelle d’art graphique appliqué à la publicité, à l’éditorial (sic !) et à la télévision. Le nombre de 3,800 pièces inscrites au concours n’a jamais été dépassé par aucune autre exposition au Canada.» Mais le club est bilingue et les professionnels du Québec sentent encore le besoin (de colonisé ?) de se faire confirmer leurs compétences par des « pros » étrangers : pas un seul des quatre membres du jury du concours Graphica 67 n’est québécois; ils sont tous américains.
Comparons le chemin parcouru vingt ans plus tard : le jury de Graphisme Québec 89 est composé de sept membres dont seulement deux sont étrangers. Et le jury de Graphika 2000 se compose de 13 membres, tous actifs dans le monde de la publicité ou de l’édition au Québec.
La publicité québécoise est devenue une entité autonome.

### La Révolution tranquille et la publicité
Toutefois, dans les grandes campagnes nationales, les professionnels francophones du Québec jouent encore souvent un rôle subalterne. Rappelons qu'avant 1950, le domaine économique était contrôlé pratiquement exclusivement par les anglophones; les francophones restaient cantonnés aux sciences sociales. C’est au cours des années 1960 que les Québécois se lancent en affaires, démarrent des entreprises manufacturières ou de services de toute nature, et surtout, créent des organismes économiques puissants — comme la Société générale de financement ou la Caisse de dépôt et placement du Québec qui jouent un rôle majeur dans l’économie du Québec moderne.
Au même moment, les grands annonceurs dépensent de plus en plus d’argent au Québec. Conséquemment, naissent des agences de publicité innovatrices comme BCP (Bouchard, Champagne, Pelletier, fondée à Montréal en 1963 par Jacques Bouchard) et Cossette (fondée à Québec en 1964 par Claude Cossette).
Dans ces années-là, le géant de la lessive Procter & Gamble commandite six dramatiques radiophoniques par jour, cinq jours par semaine. On sait maintenant pourquoi on réfère à ces séries dramatiques sous le terme de « roman savon ». La série Un homme et son péché a battu le record nord-américain de tous les temps pour la longueur d’un roman-fleuve. Ces séries dramatiques mettent en scène le peuple québécois qui s'en repaît. L'engouement du public québécois pour ce genre d’émissions ne s’est jamais démenti depuis. 
La Révolution tranquille du Québec commence avec les années 1960. On peut caractériser la Révolution tranquille par deux transformations majeures de la société : un courant nationaliste (modernisation et accroissement du rôle de l’État, grands projets d’infrastructures, prise en main de l’économie, etc.); un courant anticlérical (laïcisation des systèmes d’éducation et de santé, libéralisation des mœurs, abandon de la pratique religieuse, etc.). Tout un train de lois est voté par le gouvernement libéral au pouvoir jusqu’en 1966 qui créent des organismes économico-financiers, puis l’assurance-maladie, l’assurance-hospitalisation, les pensions aux personnes âgées, l’Office de la langue française, les collèges d’enseignement général et professionnels (les cégeps), puis embraye sur la nationalisation de l'électricité, l'assainissement des mœurs politiques, l'accès généralisé aux études supérieures, ainsi de suite.
Dans le domaine des communications, le gouvernement met sur pied l’Office d’information et de publicité, tentant ainsi pour la première fois, de centraliser et de professionnaliser la communication gouvernementale.

### Changement d’attitude chez les grands annonceurs
Comme peuple, les Québécois ont désormais le sentiment d’être à la fois différents des autres Canadiens et aussi capables que les autres nations avancées de prendre leurs affaires en main. Il faut dire que c'est l'époque de la décolonisation massive à l'échelle du monde.
Mais, au Québec, il faut encore que les publicitaires convainquent les grands annonceurs multinationaux de leur compétence, de leur efficacité, des différences culturelles de la nation québécoise. C'est ce que réussit brillamment Jacques Bouchard de BCP quand il convainc la brasserie Labatt d'endosser la campagne avec comme porte-parole le populaire comique Olivier Guimond « Lui, y connaît ça ».
Dans les années 1960, une entreprise comme la Dominion Corset de Québec, qui appartient pourtant à des intérêts francophones, fait encore concevoir sa publicité par des agences de New York, convaincus à tort qu’ils ne peuvent obtenir des services professionnels de qualité équivalente au Québec. Il faut attendre l’arrivée d’un PDG anglophone, Ted Innes, pour que cette entreprise (qui fut longtemps la plus grosse entreprise du genre dans le Commonwealth britannique) fasse appel à une agence de publicité de Québec, Cossette Communication Marketing. Cet homme était convaincu que seuls des Québécois pouvaient parler efficacement à des Québécois. Il eut raison : la marque Daisy Fresh obtint un succès sans précédent avec la campagne que Cossette concocta avec la participation d’une vedette… anglophone.
Au tournant du millénaire, tout change à nouveau. Jean Philippe Décarie le rappelle le 8 janvier 2020 dans La Presse: « Depuis le début des années 2000, les géants du numérique (Google, Amazon, Facebook, Apple et Microsoft (GAFAM)) ont imposé leur hégémonie sur le marché publicitaire québécois et canadien au détriment des médias traditionnels parce que les annonceurs leur ont attribué une plus grande efficacité à cibler et rejoindre les consommateurs ». 

### Enseigner la publicité
Petit à petit, la publicité québécoise devient une sous-culture importante sur le plan national; les médias commentent les campagnes en cours sur le plan de la langue, des symboles culturels ou des aspects moraux. 
Travailler en publicité comporte de travailler à une ou plusieurs des tâches suivantes : Rencontrer le client, Amasser de l'information, Analyser cette information, Proposer une stratégie, Répertorier les axes de persuasion, Inventer des tactiques, Créer des concepts originaux, Identifier les médias, Évaluer les résultats. Beaucoup de ce travail se fait en équipe ce qui amène donc de participer à beaucoup de meetings.
Le travail en publicité fait appel à trois genres de personnes
1. Celles qui planifient. Ce sont les Chefs de projets (qui s'appellent différemment selon les endroits) et leur personnel de soutien; leurs tâches consistent à Rencontrer le client, à Amasser de l'information sur le client et ses concurrents, à Analyser cette information pour bien connaître le domaine du client, à Identifier les objectifs de pesuasion, à Proposer une stratégie qui permettra de persuader les destinataires, à Choisir les médias les plus efficaces, etc. 
2. Celles qui créent les messages. Ce sont les Créatifs, les Idéateurs (qui sont soit des gens de lettres, soit des gens d’image); leur tâche consiste à trouver des idées de messages originaux et persuasifs bien adaptés aux objectifs poursuivis. 
Rappelons que ce n'est que 15% des publicitaires qui sont des créatifs. Les autres exécutent des tâches de “planification” ou de “production”.
3. Celles qui produisent les messages. Ce sont les rédacteurs et les visualistes de toute spécialité (cinéastes, concepteurs Web, designers d’animation, artistes numériques, infographistes, photographes, etc.).
Filières de formation
Cela étant dit, il en résulte qu’il existe deux grandes filières de formation : celles liées à la mise en marché dont la formation est donnée dans les programmes d’administration et celles liées plus spécifiquement à la publicité dont la formation est donnée dans les écoles de communication ou d’art. Dans les deux filières, la formation peut être obtenue à deux niveaux, soit celle de technicien qui est donnée au cégep, soit celle de professionnel qui est dispensée dans les cycles universitaires (le baccalauréat, la maîtrise). 
Diplômé du cégep (DEC : diplôme d’enseignement collégial), on sera davantage exécutant ou subordonné à des gestionnaires, des planificateurs, des stratèges. Diplômé de l’université (bachelier ou maître), on sera le chef de projet, l’idéateur, le conseiller.
Le taux d’emploi en communication, marketing ou publicité, atteint régulièrement le 100%. Selon Emploi-Québec, il y a au Québec plus de 10 000 analystes, recherchistes, experts-consultants, chefs de la publicité, de produit, des ventes, gestionnaires et responsables du marketing. Près du tiers, principalement les détenteurs d’un DEC, travaillent directement dans le commerce au détail (petites entreprises et grandes chaînes). 
Des détenteurs d’un baccalauréat en communication ou en marketing, Près de 20% œuvrent dans les agences de publicité, de marketing, de relations publiques, dans les maisons de sondage ou les firmes de consultants. Un autre 15% conseillent les entreprises de services (compagnies d'assurances, entreprises de télécommunications, centres récréotouristiques, établissements hôteliers, etc.). Un autre 20% œuvrent dans les administrations publiques (fonction publique fédérale, provinciale et municipale), dans les sociétés d'État (Hydro-Québec, Loto-Québec, SAQ, etc.) ou dans les organismes culturels et touristiques (musées, théâtres, centres culturels, etc.). Un dernier 10% travaillent dans les commerces de gros et chez les manufacturiers.
Principales écoles de formation reconnues
Plusieurs universités offrent un Baccalauréat spécialisé en communication-marketing-publicité) : l’Université Laval, l'Université de Sherbrooke, l’Université du Québec à Montréal (UQAM), l’Université du Québec à Trois-Rivières (UQTR). Du côté sciences de l’administration avec spécialité en marketing, on trouve des programmes à l’Université Laval à Québec, à l’Université de Sherbrooke, à l’UQAM et à HEC Montréal.
Du côté visuel, trois universités offrent un Baccalauréat spécialisé en design spécialisé: l’Université Laval, l’UQAM et Concordia.
Un certain nombre d’entreprises privées donnent également une  formation de base dans le domaine, soit en marketing ou en design appliqué à la communication.
En 1978, la télévision d'État, Télé-Québec, est orientée vers une « mission éducative ». Claude Cossette propose à Francine McKenzie, la directrice des programmes, une sÉrie de 24 émissions qu'il a structurées pédagogiquement. TéléQuébec décide de produire la série; l'organisation diffusera pour la première fois une série d’uje vingtaine d'émissions sur la communication-marketing baptisée La Publicité au Québec. En sera le présentateur, Jean Doré (qui deviendra par la suite maire de Montréal). Le tout est accompagné de Guides d’étude et autres outils pédagogiques car la série est intégrée à un cours à distance offert par la TéléUniversité, une composante de la nouvelle Université du Québec.
Cela étant dit, une panoplie de nouveaux programmes de formation sont offerts dans les établissements d'enseignement du Québec, programmes qui collent davantage à l'évolution de la publicité telle que nous la vivons en ce début de millénaire.

## Source
Ce texte est la refonte d'un texte publié originellement par Claude Cossette dans un ouvrage intitulé : La Publicité, déchet culturel. Québec, Presses de l'Université Laval, 2001. Il est placé par son auteur sous GFDL.

#### Fiction québécoise en milieu publicitaire
- Claude Cossette. Un loup parmi les loups

#### Essais québécois sur la publicité
- Jean-Marie Allard. La Pub : 30 ans de publicité au Québec, Montréal, Libre expression, 1989.
- Raymond Beaulieu. "La Publicité québécoise : ses succès, ses techniques, ses artisans", Montréal, Éditions Héritage, 1976.
- Marie-Claude Ducas, Jacques Bouchard: Le créateur de la publicité québécoise, Éditions Québec-Amérique, Montréal, 2014, 336 p.   (ISBN 9782764425121)
- Jacques Boisvert. Administration de la publicité, Chicoutimi, G. Morin, 1980.
- Jacques Bouchard. La Publicité, toute la publicité, rien que la publicité, Éditions de la Table ronde, Montréal, 1967.
- Jacques Bouchard. Les 36 cordes sensibles des Québécois, Éditions Héritage, Montréal, 1978.
- Jacques Bouchard. L'Autre publicité : la publicité sociétale, Héritage, Saint-Lambert, 1981.
- Claude Cossette. Éthique & Publicité, Presses de l'Université Laval, Québec, 2009.
- Claude Cossette. La Publicité de A à Z : dictionnaire technique français-anglais, Presses de l'Université Laval, Québec, 2006.
- Claude Cossette (avec Nicolas Massey; préface d’Oliviero Toscani). Comment faire sa publicité soi-même, Montréal, Transcontinental, 2002.
- Claude Cossette. La Publicité, déchet culturel, Presses de l'Université Laval, Québec, 2001.
- Claude Cossette (avec René Déry). La Publicité en action, Québec, Éditions Riguil, 1987.
- Claude Cossette (dir.). Communication de masse, consommation de masse, Montréal, Éditions Boréal, 1975.
- Luc Dupont. 1001 trucs publicitaires, Montréal, Éditions Transcontinental, 2005.